# Mikulin (OKB)
Mikulin (en ruso: Микулин) fue una OKB u oficina de diseño soviética, fundada por Alexander Alexandrovich Mikulin, especializada en la creación de motores de aviación. Su OKB, la número 24, fue renombrada y renumerada en 1956, pasando a ser la número 300, perteneciente a Tumansky, que continuó con los trabajos previos de Mikulin.

## Motores de Mikulin
| Nombre       | Tipo                                                         | Equipado en | Año de producción |
| M-17         | Motor de explosión refrigerado por líquido, copia del BMW VI | BT-7, T-28, T-35, Beriev MBR-2, Gorki PS-89, Polikarpov I-3, Polikarpov R-5, Tupolev PS-9, Tupolev R-6, Tupolev R-7, Tupolev TB-1, Tupolev TB-3 | 1930              |
| M-34 o AM-34 | Motor de explosión refrigerado por líquido                   | Polikarpov R-Z, Tupolev TB-3, Tupolev ANT-25, Tupolev TB-7, DB-A                                                                                | 1932              |
| M-35 o AM-35 | Motor de explosión refrigerado por líquido                   | Tupolev TB-7, Mikoyan-Gurevich MiG-1, Mikoyan-Gurevich MiG-3                                                                                    |                   |
| M-37 o AM-37 | Motor de explosión refrigerado por líquido                   | Mikoyan-Gurevich DIS |                   |
| M-38 o M-38  | Motor de explosión refrigerado por líquido                   | Mikoyan-Gurevich MiG-3, Mikoyan-Gurevich I-220, Mikoyan-Gurevich I-231, Ilyushin Il-2                                                           | 1941              |
| M-39 o AM-39 | Motor de explosión refrigerado por líquido                   | Mikoyan-Gurevich I-220, Mikoyan-Gurevich I-231, Tupolev Tu-1                                                                                    | 1943              |
| M-42 o AM-42 | Motor de explosión refrigerado por líquido                   | Il'yushin Il-2, Il'yushin Il-10, Pyetlyakov Pe-8                                                                                                |                   |
| M-43 o AM-43 | Motor de explosión refrigerado por líquido                   | Tupolev Tu-1 |                   |
| M-47 o AM-47 | Motor de explosión refrigerado por líquido                   | |                   |
| AM-380       | Motor de explosión refrigerado por líquido                   | |                   |
| RD-3 o AM-3  | Turborreactor                                                | Túpolev Tu-16, Tupolev Tu-104, Myasistchev M-4                                                                                                  | 1952              |
| R-9          | Turborreactor                                                | Mikoyan-Gurevich MiG-19 | 1952              |
| RD-5 o AM-5  | Turborreactor                                                | Yakovlev Yak-25 | 1953              |
| RD-9 o AM-9  | Turborreactor                                                | Mikoyan-Gurevich Ye-2, Mikoyan-Gurevich Ye-4 | 1953              |
| R-11         | Turborreactor                                                | Mikoyan-Gurevich MiG-21, Sukhoj Su-15, Yakovlev Yak-28                                                                                          | 1958              |
| R-15         | Turborreactor                                                | Mikoyan-Gurevich MiG-25, Tupolev Tu-123 | 1962              |
| R-27         | Turborreactor                                                | Yakovlev Yak-36 | 1963              |
| RDK          | Motor cohete                                                 | Misiles de Raduga, Zvezda y Novator |                   |